# لطيفة الزيات
لطيفة الزيات
(8 أغسطس / آب 1923م - 11 سبتمبر / أيلول 1996م) روائية وناقدة، أولت اهتماماً خاصاً لشؤون المرأة وقضاياها، كما لها العديد من الكتب الأدبية الناقدة والروايات، أشهرها رواية الباب المفتوح التي فازت بأول دورة عن جائزة نجيب محفوظ للأدب عام 1996 ، وحازت لطيفة الزيات على جائزة الدولة التقديرية للأدب عام 1996أيضاً. كما تعتبر إحدى رائدات العمل النسائي في مصر.

## النشأة والتعليم
ولدت لطيفة الزيات في مدينة دمياط حيث كانت مصر في الحقبة الملكية، تلقت تعليمها بالمدارس المصرية، ثم حصلت على درجة الليسانس في اللغة الإنجليزية وآدابها بجامعة القاهرة في عام 1946. بدأت عملها الجامعي في عام 1952 حيث درّست في كلية البنات جامعة عين شمس إلى أن وصلت إلى درجة أستاذ في النقد الإنجليزي عام 1972 ، وحصلت على الدكتوراه في الأدب من كلية الآداب بجامعة القاهرة عام 1957
.
كانت أيضاً رئيسة قسم النقد والأدب المسرحي بمعهد الفنون المسرحية منذ عام 1970 - 1972، ثم عملت مديراً لأكاديمية الفنون منذ عام 1972 - 1973.

## زواجها
كان أول زواج لها من عبد الحميد عبد الغني الذي اشتهر باسم (عبد الحميد الكاتب) ولم يكن ماركسياً مثلها بل كان يمضي جزءاً كبيراً من حياته في المساجد، ويحفظ التاريخ الإسلامي جيداً. تم خطبة الاثنان لكن لم يقدر لهذا الزواج أن يتم، ولكن تركت لطيفة الزيات أثرها الكبير في حياة عبد الحميد الكاتب، وقد سجل ذلك بنفسه في مقال باكر له في الصفحة الأخيرة من جريدة (أخباراليوم) تحت عنوان (خاتم الخطوبة). ثم تزوجت لطيفة من أحمد شكري سالم وهو أول شيوعي يحكم عليه بالسجن سبع سنوات، وتم اعتقال الإثنين عام 1949 تحت ذمة القضية الشيوعية، وإنفصلا بالطلاق بعد الحكم على شكري وخروج لطيفة من القضية.
ثم تزوجت من الدكتور رشاد رشدي يميني المنشأ والفكر والسلوك.

## نشاطها

### الثقافي
- عضو منتخب في أول مجلس لإتحاد الكتّاب المصريين.
- عضو شرف في الاتحاد العام للكتّاب والصحفيين الفلسطينيين.
- عضو في لجنة التفرغ ولجنة القصة بالمجلس الأعلى للثقافة، وعضو لجان جوائز الدولة التشجيعية في مجالي القصة القصيرة والرواية.
- تابعت الإنتاج الأدبي في مصر بالنقد من خلال البرنامج الثاني في الإذاعة في الفترة مابين عام 1960 وعام 1972.
- أشرفت على إصدار وتحرير الملحق الأدبي لمجلة «الطليعة» الصادرة عن مؤسسة الأهرام، وكان هذا الملحق من أول المنابر التي نشرت تقييماً وتحليلاً لإنتاج الأدباء الشباب في الستينيات ثم في السبعينيات.
- أبدت اهتماماَ حميماً بشؤون المرأة وارتباط قضية المرأة ارتباطاً جذرياً بقضية المجتمع، وحررت باباً أسبوعياً في شؤون المرأة في مجلة حواء في الفترة من عام 1965 إلى 1968.
- وفي إطار الاهتمام بشؤون الأسرة والطفل، شغلت لفترة منصب مدير ثقافة الطفل في الثقافة الجماهيرية.
- حاصلة على جائزة الدولة التقديرية في الآداب عام 1996.[12]

### السياسي
تعلقت بالماركسية  وهي طالبة بكلية الآداب جامعة القاهرة، كان لها مشاركة بارزة في الحركة الطلابية في الأربعينيات وانتخبت وهي طالبة سكرتيراً عاماً للجنة الوطنية للطلبة والعمال عام 1946، وهي اللجنة التي قادت في تلك الفترة كفاح الشعب المصري ضد الاحتلال البريطاني. كما رأست لجنة الدفاع عن الثقافة القومية وهي لجنة انبثقت لمناقشة موقف المثقفين من إتفاقية كامب ديفيد التي قامت بدور مهم في وقف التطبيع الثقافي مع إسرائيل مما عرضها للاعتقال عام 1981م في عهد الرئيس أنور السادات فكتبت سيرة ذاتية
بعنوان حملة تفتيش تتحدث فيها عن ظروف اعتقالها.

## أعمالها الكتابية

جوجل يحتفل بذكرى ميلاد لطيفة الزيات

### الأدبية
- الباب المفتوح (رواية) (1960) - ترجمت إلى الإنجليزية، وفازت بأول دورة عن جائزة نجيب محفوظ للأدب في سنة وفاتها 1996 [17]، وتحولت إلى فيلم من بطولة فاتن حمامة وصالح سليم الذي فاز بجائزة أفضل فيلم في مهرجان جاكرتا السينمائي وصدرت لها ترجمة باللغة الإنجليزية[2][18]
- الشيخوخة وقصص أخرى هي «بدايات، الممر الضيق، الرسالة، على ضوء الشموع» [19](مجموعة قصصية) (1986)
- الرجل الذي عرف تهمته (مجموعة قصصية) (1986)
- حملة تفتيش: أوراق شخصية (سيرة ذاتية) (1992)
- بيع وشرا (مسرحية) (1994)
- صاحب البيت (رواية) (1994)[20]

### النقدية
- من صور المرأة في القصص والروايات العربية (1989)
- نجيب محفوظ: الصورة والمثال (مقالات نقدية) (1989)
- أضواء: مقالات نقدية (1994)
- فورد مادوكس فورد والحداثة (1996)[21]

### الترجمة
- مقالات نقدية، ت. س. اليوت (1962)
- حول الفن: رؤية ماركسية (1994)[22]

### أخرى
- كل هذا الصوت الجميل (مختارات قصصية لكاتبات عربيات) (1994)[23]

## وفاتها
توفيت لطيفة الزيات في 11 سبتمبر 1996م عن عُمر يناهز الـ 73 عاماً بعد صراع طويل مع مرض السرطان، وذلك بعد مرور وقت قصير من حصولها على جائزة الدولة التقديرية للأدب. احتفى محرك البحث جوجل بذكرى ميلادها الـ92 على مستوى العالم العربي في 8 أغسطس 2015، حيث ظهرت صورة الراحلة وهي ممسكة بورقة مكتوبة عليها «ليلى» وهو اسم بطلة أشهر رواية لها “الباب المفتوح”.

## روابط خارجية
- المثقف العربي مستشرقا
- جوجل يحتفل بذكرى ميلاد الكاتبة لطيفة الزيات الـ92
- رائعة لطيفة الزيات الباب المفتوح
- نجيب محفوظ والشكل الروائي «لطيفة الزيات»
- سور الأزبكية – لطيفة الزيات